# Île Illiec
L'île Illiec (Enez Ilieg en breton) est une île située sur le territoire de la commune de Penvénan dans les Côtes-d'Armor, en Bretagne.
L'île Illiec est située au sein d'un archipel d'îlots au large des villages de Buguélès et de Port-Blanc, les îles de Buguélès. 

## Toponymie
L'île tirerait son nom du breton iliav, le lierre seule plante y poussant naturellement,,  où du breton Enez Siliek, l'île aux congres,.  

## Description
Couvrant 6 ha, l'île présente une forme  allongée du nord au sud. Elle est rattachée par un banc de galets  de 700 m, à l'île Balanec, elle-même reliée à l'île Ozac'h, plus au sud, par une digue. On peut l'atteindre à pied via l'île Balanec qui est accessible à marée basse.

Une maison du XIXe siècle s'y élève, ornée d'une tourelle à toit conique et accompagnée d'une petite chapelle domestique. L'intérieur de l'île fut, dans un premier temps, la propriété du compositeur Ambroise Thomas, puis du célèbre aviateur Charles Lindbergh de 1938 jusqu'au début des années 1960. Lindbergh avait découvert cette île grâce à Alexis Carrel, son mentor avec qui il travaillait à la Fondation Rockefeller. Depuis la fin de la Seconde guerre mondiale elle est sous la responsabilité d'une famille champenoise. 

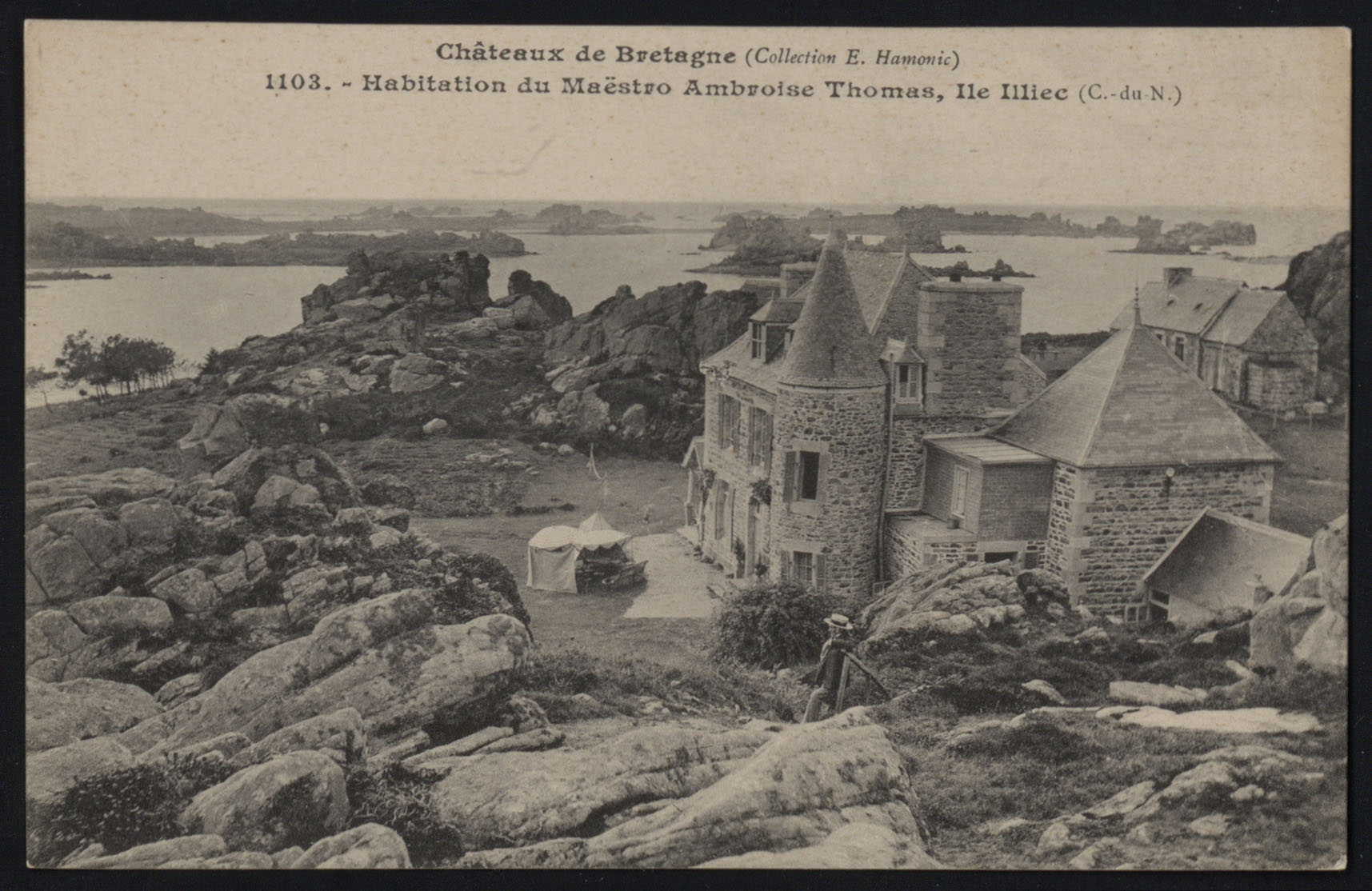
Habitation d'Ambroise Thomas (début XXe siècle)
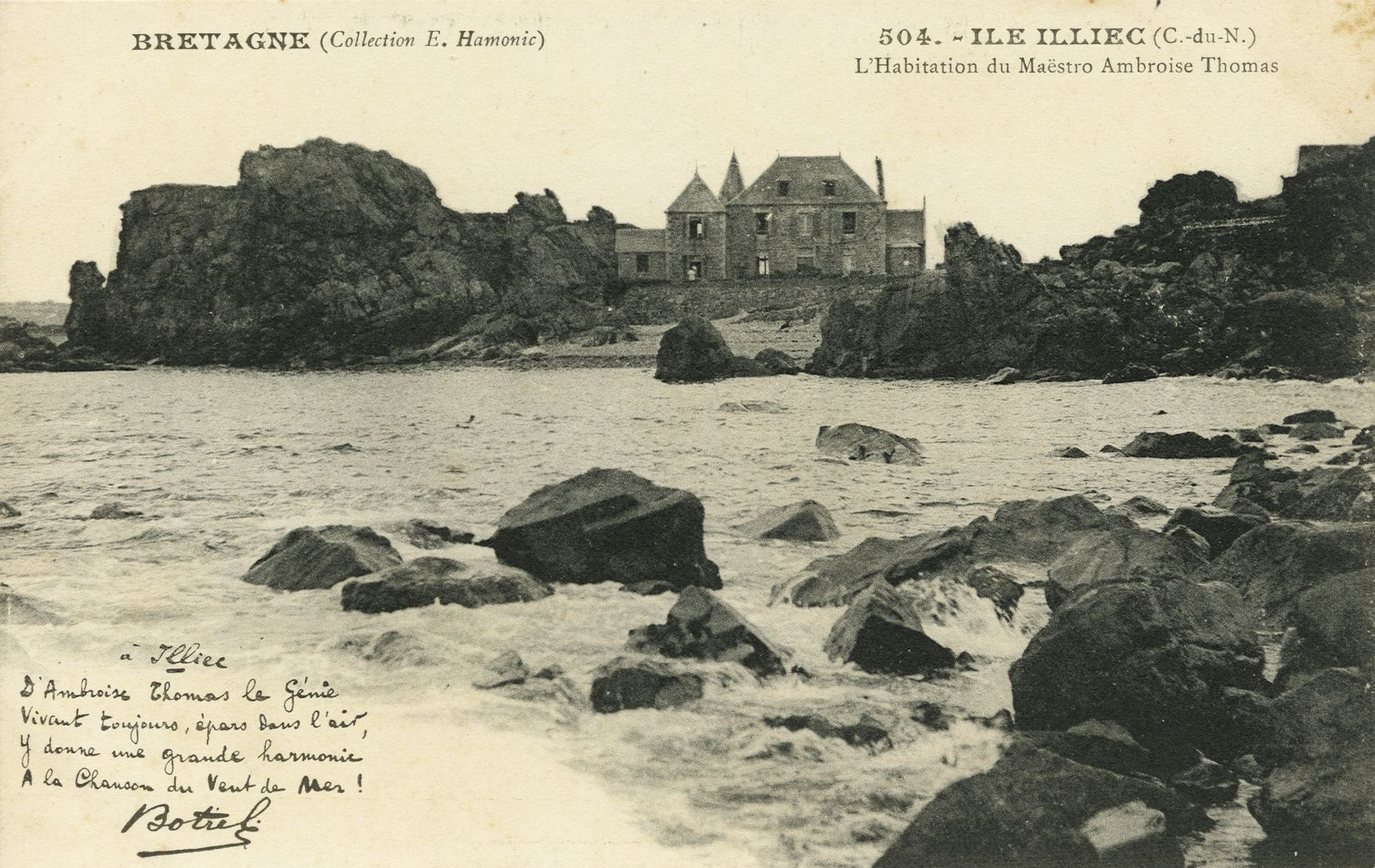
Ile Illiec (début XXe siècle)

## Faune
Le sillon de galets abrite aujourd'hui des espèces rares et protégées de faune et de flore marines. Parmi elles, le Pluvier grand-gravelot qui niche directement dans les galets, mais aussi du crambe maritime (chou marin).